# Ujuni Ahmed
Pour les articles homonymes, voir Ahmed.
Ujuni Ahmed (née en 1987 à Mogadiscio en Somalie) est une influenceuse sociale et une militante des droits de l'homme finlandaise d'origine somalienne qui œuvre pour les droits des femmes et des filles.
Elle s'est prononcé en particulier contre les mutilations génitales féminines et contre les restrictions et violences liées à la culture de l'honneur,.

## Biographie
Ujuni Ahmed est née en 1987 à Mogadiscio, la capitale de la Somalie.
À l'âge de trois ans, elle a déménagé en Finlande avec sa famille en raison de la guerre civile somalienne.

## Activités
Ujuni Ahmed est la directrice de l'organisation non gouvernementale Fenix Helsinki. En 2017, l'organisation a préparé un rapport sur l'excision féminine en Finlande, dont elle était l'un des auteurs. Le rapport a été remis à Tuomas Kurttila, commissaire aux affaires de l'enfance (fi). Ujuni Ahmed a plaidé en faveur d'une loi distincte pour criminaliser la mutilation génitale, car elle enverrait un message clair sur l'illégalité de l'acte. Elle a critiqué l'inaction des autorités finlandaises concernant l'excision des filles.
Ujuni Ahmed diffuse des informations sur les mutilations génitales féminines, recherche des influenceurs au sein des communautés immigrées et travaille en dehors de celles-ci avec des professionnels de la santé et des enseignants. Selon elle, les mutilations génitales ne sont généralement pas pratiquées en Finlande, mais les filles sont emmenées en vacances pour être excisées dans le pays où l'opération est pratiquée, de sorte que la tradition menace également les filles nées en Finlande.

## Prix et reconnaissance
En février 2020, Ujuni Ahmed a reçu le prix finlandais du PEN finlandais (fi) pour la liberté d'expression. La raison pour laquelle ce prix lui a été décerné est qu'elle a utilisé sa liberté d'expression pour défendre les droits des femmes et des filles dans la position la plus vulnérable de la société finlandaise, et qu'elle s'est prononcée en particulier contre les mutilations génitales féminines et les restrictions et violences liées à la culture de l'honneur.
En 2022, Ujuni Ahmed a reçu le Prix Finlande du Ministère de l'Éducation et de la Culture pour son travail de militante des droits humains et d'influenceuse sociale.

## Livre et spectacle
Le livre d'Ujuni Ahmed et Elina Hirvonen intitulé Pour les filles qui pensent qu'elles sont seules a été publié en 2022.
Le livre raconte les expériences d'Ujuni Ahmed en tant qu'immigrée en Finlande.
Basée sur le livre, la pièce du éponyme, a eu sa première sur la grande scène du Théâtre national de Finlande le 21 septembre 2023.
La pièce a été mise en scène par Satu Linnapuomi.
Safiya Abukar et Emilia Neuvonen y jouent les premiers rôles.

## Condamnation pour fraude
En 2023, une accusation de fraude a été portée contre Ujuni Ahmed concernant les paiements reçus du Service national des retraites.
Il s'agit d'un peu plus de 6 000 €.
En novembre 2023, le tribunal de district d'Helsinki a condamné Ujuni Ahmed à 65 jours-amende pour fraude.